# Aixa Villagrán
Aixa Villagrán Aguilar (Trebujena (Cádiz), España; 12 de julio de 1978) es una actriz española de cine, teatro y televisión.

## Trayectoria artística
Aunque nació en Sevilla creció en Trebujena (Cádiz), de donde es originaria su familia, y reside en Madrid desde los 20 años, desde muy pequeña se sintió atraída por la interpretación. Educada en un entorno donde el teatro, el cine y la música jugaban un papel esencial, Aixa se subió por primera vez a los escenarios con once años recitando el Romancero viejo e interpretando a autores como Federico García Lorca, Miguel de Cervantes o Ramón María del Valle-Inclán ya que en su escuela, el Colegio Aljarafe, la asignatura de teatro era obligatoria. Es hermana del también actor Julián Villagrán.
Después de iniciar los estudios de Filología Hispánica y vivir en Londres una temporada, se formó como intérprete durante tres años en el Estudio Corazza para el Actor de Juan Carlos Corazza en Madrid.
 Allí consiguió una beca para acabar su aprendizaje en México en la escuela de Patricia Reyes Spíndola. Durante su estancia en México DF ingresó en la compañía de teatro del Centro Nacional de las Artes (CNA). 
Tras su regreso a España con 22 años, rodó sus primeros largometrajes W.C. de Enio Mejía y Carlos contra el mundo de Chiqui Carabante. Desde entonces ha aparecido en películas como Mataharis de Icíar Bollaín, Rose et Noir de Gérard Jugnot, Amador de Fernando León de Aranoa, María (y los demás) de Nely Reguera; montajes teatrales como Érase un vez de David Trueba, Río Seguro de Carolina Román y series como Vergüenza de Juan Cavestany, ¿Qué fue de Jorge Sanz? de David Trueba. 
En 2019 estrenó en Movistar+,Vida perfecta creada por Leticia Dolera que le supuso una gran paso en su carrera y le otorgó el reconocimiento de la crítica y el público. Esta serie fue seleccionada para representar a España en el reconocido Canneseries donde fue galardonada con el premio a mejor interpretación junto a sus compañeras protagonistas. Desde entonces ha intensificado sus papeles en televisión y cine y en su madurez, ha alcanzado un estatus de "secundaria de lujo" y ha ampliado su espectro interpretativo desde la comedia hasta el drama.
Para teatro ha escrito Mejunjes, pieza corta que se ha interpretado en Madrid, Sevilla, Almería, Barcelona, Segovia, Buenos Aires, México D. F.

## Premios y nominaciones
Premios Goya
| Año  | Categoría               | Producción     | Resultado |
| ---- | ----------------------- | -------------- | --------- |
| 2025 | Mejor Actriz de reparto | La virgen roja | Nominada  |

Medallas del Círculo de Escritores Cinematográficos
| Año  | Categoría               | Producción     | Resultado |
| ---- | ----------------------- | -------------- | --------- |
| 2024 | Mejor actriz secundaria | La virgen roja | Ganadora  |

Premios Feroz
| Año  | Categoría                            | Producción     | Resultado |
| ---- | ------------------------------------ | -------------- | --------- |
| 2020 | Mejor actriz de reparto en una serie | Vida perfecta  | Nominada  |
| 2025 | Mejor Actriz de reparto              | La virgen roja | Nominada  |

Fotogramas de Plata
| Año  | Categoría                  | Producción    | Resultado |
| ---- | -------------------------- | ------------- | --------- |
| 2020 | Mejor Actriz de Televisión | Vida perfecta | Nominada  |

Premios Unión de Actores
| Año  | Categoría                             | Producción    | Resultado |
| ---- | ------------------------------------- | ------------- | --------- |
| 2020 | Mejor Actriz Secundaria de Televisión | Vida perfecta | Nominada  |

Canneseries
| Año  | Categoría                         | Producción    | Resultado |
| ---- | --------------------------------- | ------------- | --------- |
| 2019 | Premio Especial de Interpretación | Vida perfecta | Ganadora  |

## Filmografía[17]

### Cine
Las películas citadas fueron extraídas de:
| Año  | Película                                      | Personaje                       | Director/a              |
| ---- | --------------------------------------------- | ------------------------------- | ----------------------- |
| 2024 | La virgen roja                                | Macarena                        | Paula Ortiz             |
| 2022 | En los márgenes                               | Helena                          | Juan Diego Botto        |
| 2021 | Donde caben dos                               | Liana                           | Paco Caballero          |
| 2021 | Loco por ella                                 | Marta                           | Dani de la Orden        |
| 2019 | Violeta no coge el ascensor                   | Correctora                      | Mamen Díaz              |
| 2016 | María (y los demás)                           | Bea                             | Nely Reguera            |
| 2016 | Kiki, el amor se hace                         | Aixa                            | Paco León               |
| 2010 | Amador                                        | Enfermera                       | Fernando León de Aranoa |
| 2009 | Rosa y Negro                                  | Margarita                       | Gérard Jugnot           |
| 2008 | Mortadelo y Filemón: Misión salvar el planeta | Señora Regando                  | Miguel Bardém           |
| 2007 | Mataharis                                     | Limpiadora en fábrica           | Iciar Bollaín           |
| 2006 | Los managers                                  | Laura / Recepcionista Canal Sur | Fernando Guillén Cuervo |
| 2005 | W.C.                                          | Limpiadora novata               | Enio Mejía              |
| 2003 | Carlos contra el mundo                        | Marga                           | Chiqui Carabante        |

### Cortometrajes[18]
| Año  | Cortometrajes                   | Personaje        | Director/a      |
| ---- | ------------------------------- | ---------------- | --------------- |
| 2014 | No sabes la suerte que tienes   | Loli             | Gabriel Beitia  |
| 2008 | Jodienda Warrick                | Mona Mur         | Fernando Gamero |
|      | La mala tarde de Urbano Cejuela | Esposa de Urbano | David Trueba    |

### Series de televisión[18]
| Año         | Serie                   | Personaje                    | Cadena         | Episodios    |
| ----------- | ----------------------- | ---------------------------- | -------------- | ------------ |
| 2024        | Celeste                 | Eva                          | Movistar+      | 6 episodios  |
| 2024        | Bellas artes            | Marisa Mora                  | Movistar+      | 12 episodios |
| 2023        | La Mesías               | María Rosa Puig Pelfort      | Movistar+      | 4 episodios  |
| 2022        | La chica de nieve       | Inspectora Belén Millán      | Netflix        | 6 episodios  |
| 2019 - 2021 | Vida perfecta           | Esther                       | Movistar+      | 14 episodios |
| 2019        | Derecho a soñar         | Olivia Sanchís               | La 1           | 44 episodios |
| 2018        | Arde Madrid             | Manceba farmacia             | Movistar+      | 1 episodio   |
| 2016 - 2018 | Allí abajo              | Dra. Celia Robles            | Antena 3       | 30 episodios |
| 2017        | Vergüenza               | Novia                        | Movistar+      | 1 episodio   |
| 2017        | El fin de la comedia    | Chica de la piscina          | Comedy Central | 1 episodio   |
| 2014        | S.O.P.A                 | Brenda                       | Youtube        | 1 episodio   |
| 2016 - 2017 | ¿Qué fue de Jorge Sanz? | Terapeuta                    | Movistar       | 2 episodios  |
| 2009        | Los hombres de Paco     | Leo                          | Antena 3       | 21 episodios |
| 2008 - 2010 | La tira                 |                              | La Sexta       |              |
| 2008        | Los Serrano             | Evelyn Inspectora de Sanidad | Telecinco      | 1 episodio   |
| 2006        | SMS, sin miedo a soñar  | Peluquera                    | La Sexta       | 4 episodios  |
| 2006        | Mujeres                 | Ángela                       | La 2           | 2 episodios  |

### Teatro[17]
| Montaje                         | Director            |
| ------------------------------- | ------------------- |
| La ciudad borracha              | Enio Mejía          |
| Río Seguro                      | Carolina Román      |
| Yerma                           | Ramón Resino        |
| Cuadro poético: Romancero viejo | Ramón Resino        |
| Los entremeses de Cervantes     | Ramón Resino        |
| La extraña pareja               | Catalina Lladó      |
| Noches de Encarna Viva          | Guillermo Rodríguez |
| Hallewin                        | Alberto Farrés      |
| Juglares                        | Flavia Velasco      |
| Érase una vez                   | David Trueba        |
| Luciérnagas                     | Carolina Román      |
| Los cien hijos del presidente   | Juanma Pina         |
| Y si...                         | Miguel Alcantud     |